# Stranka europske ljevice
Stranka europske ljevice (engl. Party of the European Left, skraćeno PEL) europska je politička stranka koja okuplja političke stranke koje  zastupaju demokratski socijalizam i komunizam diljem Europe. Stranka je utemeljena u Rimu 2004. godine, s ciljem sudjelovanja na izborima za Europski parlament 2004.
Zastupnici PEL-a u Europskom parlamentu dio su kluba zastupnika Ljevica u Europskom palramentu – GUE/NGL. Trenutačni predsjednik stranke je član Komunističke partije Austrije, Walter Baier.

## Ideologija
Stranka europske ljevice opisana je kao stranka ljevice i krajnje ljevice. Ideološki se temelji na demokratskom socijalizmu, socijalizmu i komunizmu. Protivi se kapitalizmu, a podržava progresivizam.
Zauzima blago euroskeptični pogled na Europsku uniju, te se protivi stranim intervencijama u ratovima, poput onih u Iraku i Afganistanu.

## Vodstvo
Stranka europske ljevice dosad je imala šest predjednika:
| Mandat        | Predjednik |                                     |
| ------------- | ---------- | ----------------------------------- |
| 2004. – 2007. |            | Fausto Bertinotti Italija – PRC     |
| 2007. – 2010. |            | Lothar Bisky Njemačka – Die Linke   |
| 2010. – 2016. |            | Pierre Laurent Francuska – PCF      |
| 2016. – 2019. |            | Gregor Gysi Njemačka – Die Linke    |
| 2019. – 2022. |            | Heinz Bierbaum Njemačka – Die Linke |
| 2022. – danas |            | Walter Beier Austrija – KPÖ         |